# 26 Pułk Armat Polowych (austro-węgierski)
Pułk Armat Polowych Nr 26 (FKR. 26) – samodzielna jednostka cesarsko-królewskiej artylerii Armii Austro-Węgier.
Nazwa niemiecka: Feldkanonenregiment 26.

## Skład
- Dowództwo
- 4 x bateria po 6 armat 8 cm FK M.5.
- bateria rezerwowa.

## Dowódca 1914
- Oberst[2]Oskar von Heimerich.

## Dyslokacja 1914
Twierdza Terezín.

## Podporządkowanie w 1914
IX Korpus, 9 Brygada Artylerii Polowej.